# هونگ یه جی
هونگ یه جی (کره‌ای: 홍예지؛ زادهٔ ۳۱ ژانویه ۲۰۰۲) بازیگر اهل کره جنوبی است. او در ابتدا به خاطر حضور در برنامه رقابتی پرودوس ۴۸ شناخته شد.